# Ponte romano (Mane)
Il Ponte romano di Mane o Ponte sul Laye è un ponte ad arco in pietra sul torrente Laye nella Provenza francese vicino alla città di Mane.

## Storia
Secondo il costruttore di ponti italiano Gazzola, il Ponte romano di Mane risale alla fine del I o all'inizio del II secolo d.C.,  appartenendo quindi a una dozzina di ponti romani ad arco ribassato noti. Structurae, invece, attribuisce alla struttura un'origine protoromanica (XI sec.).  Secondo la homepage della città di Mane, i due archi laterali, insieme ai loro frangiflutti, non furono aggiunti fino al XVII secolo, il che significherebbe che gli archi ribassati sono di data relativamente tarda.

## Descrizione
Il ponte di 40 metri di lunghezza e 3,2 metri di larghezza è caratterizzato da tre archi ribassati con un rapporto campata-alzata fino a circa 3:1.  Le sue campate sono di 2,80 m, 7,90 m e 11,40 m;  lo spessore dei due costoloni dell'arco più grandi è compreso tra uno e due piedi romani,  rendendo la struttura uno dei pochi ponti romani il cui rapporto tra lo spessore dei costoloni e la campata è inferiore allo standard antico comunemente applicato di 1:20.
Il ponte è stato costruito in pietra calcarea locale la cui forma varia a seconda della sua funzione: gli archi sono costituiti da conci, le spalle hanno murature irregolari.  La pila principale è protetta sia a monte che a valle da grandi frangiflutti triangolari in blocchi di pietra rettangolari. La carreggiata lastricata sale bruscamente dalla sponda sinistra all'arco principale, per poi scendere con una pendenza più dolce fino alla sponda più alta dall'altra parte. Il parapetto, che è stato segnalato come parzialmente rimosso da O'Connor nel 1993, recentemente sarebbe stato ripristinato.